# Будагоша
Будагоша (пали: Buddhaghoṣa - "Будин глас") је био утицајни учитељ и монах теравада будизма, који је живио и радио у 5. веку на данашњој Сри Ланки.
Чувен је по својим тумачењима пали канона, која до данас представљају неприкосновени ауторитет. Његово најважније дело је "Пут прочишћења" (Visuddhimagga), обиман зборник будистичке мисли и праксе. Будагоша је био једини учењак на подручју систематизовања Будина учења који се може назвати филозофским мислиоцем, а не само коментатором.
У земљама теравадинског будизма Будагосу сматрају највећим излагачем и тумачем канонских списа.

## Живот
Нема поузданих података о датуму или месту његовог рођења. Синхалешко предање наводи да је родом из Магадхе у северној Индији. Нека новија истраживања указују на Андхру у јужној Индији као његово родно место. Пореклом је био браман кога је будизам рано привукао преко контаката са ученим будистичким монахом Реватом; приступио је сангхи и отпутовао на Цејлон, настанивши се у Великом манастиру (Махавихара) или Анурадхапури, где је провео већи део живота у проучавању списа и писању. Пред крај живота се вратио у родну Магадху и умро у Гаји. Бурманци истичу његово бурманско порекло и чињеницу да је своје велико дело, Висудхимагу, као и комплетни пали канон, изложио на Бурми, отпочињући тако период који се сматра новом ером у будизму те земље. 

## Списи
Поред чувеног Пута прочишћења, Будагхоса је написао тумачења Винаја-питаке, Сута-питаке и Абидама-питаке. Међу његова достигнућа убраја се и поновно промовисање палија у време када је санскрит постајао доминантан језик међу хиндусима, као и систематски развој теравадинске школе филозофије.